# Леса-да-Палмейра
Леса-да-Палмейра (порт. Leça da Palmeira)  —  район (фрегезия) в Португалии,  входит в округ Порту. Является составной частью муниципалитета  Матозиньюш. Находится в составе крупной городской агломерации Большой Порту. По старому административному делению входил в провинцию Дору-Литорал. Входит в экономико-статистический  субрегион Большой Порту, который входит в Северный регион. Население составляет 17 215 человек на 2001 год. Занимает площадь 5,97 км².
Покровителем района считается Архангел Михаил (порт. S. Miguel Arcanjo antes S.Miguel de Moroça).

## Галерея

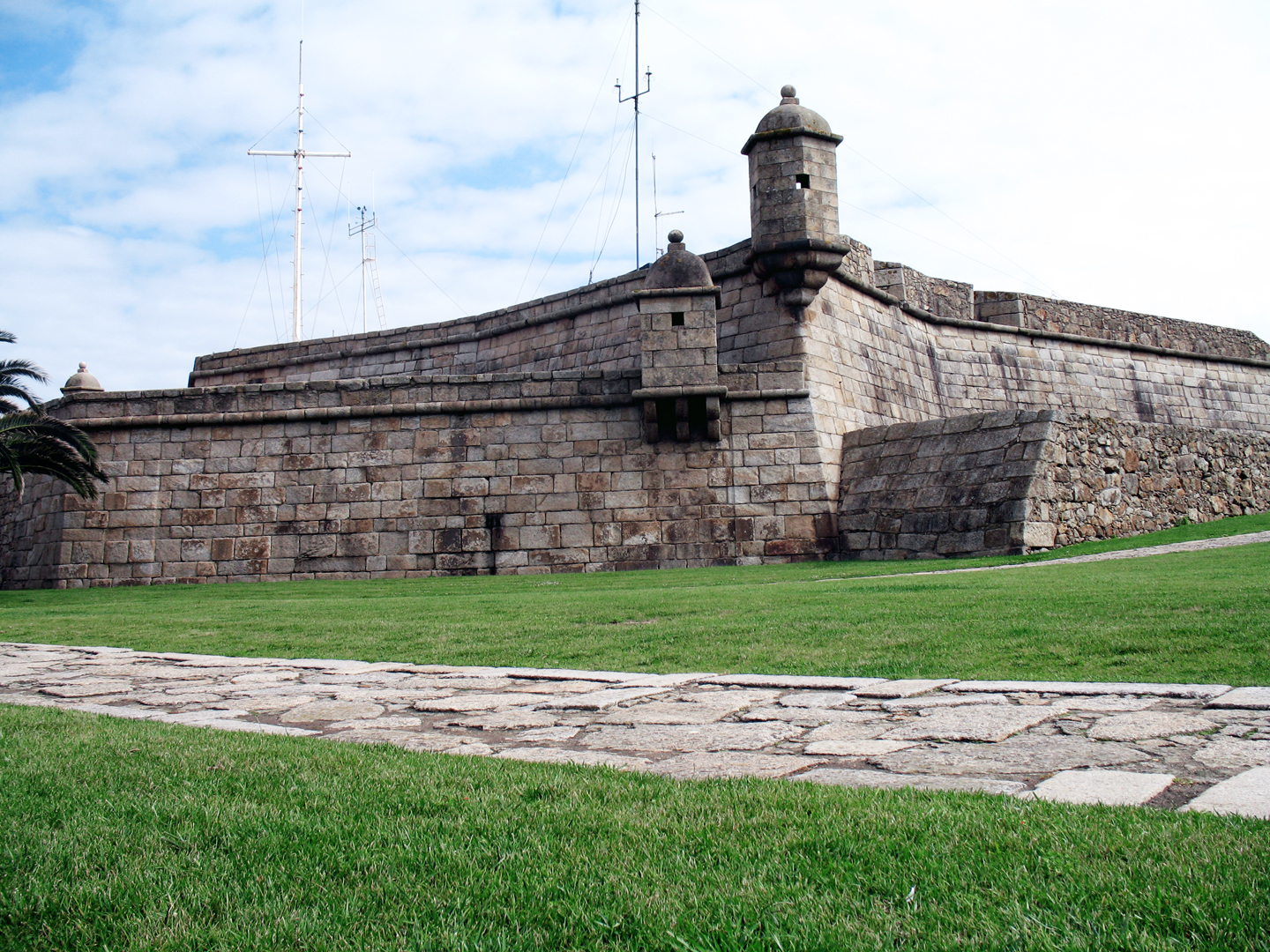
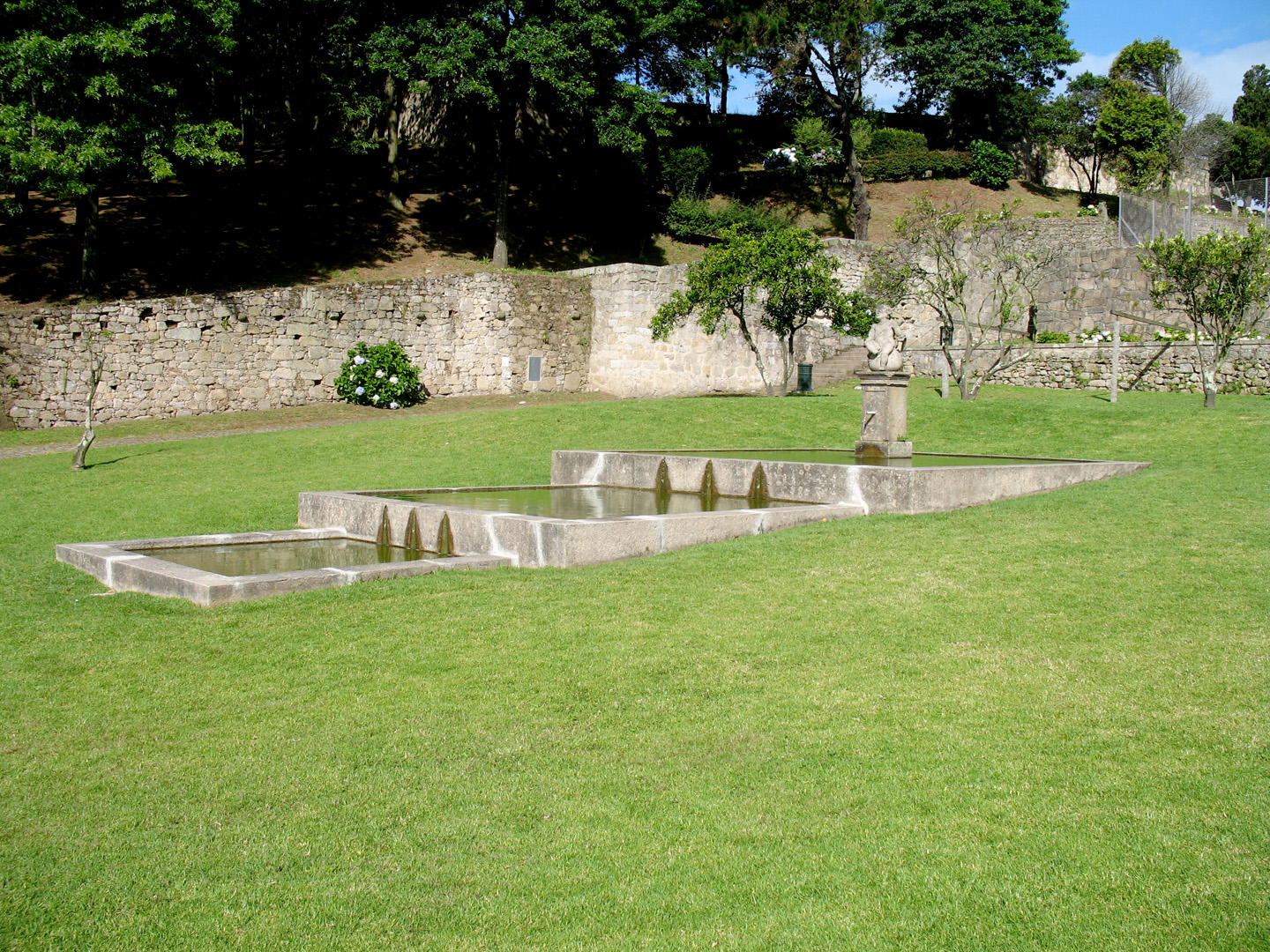
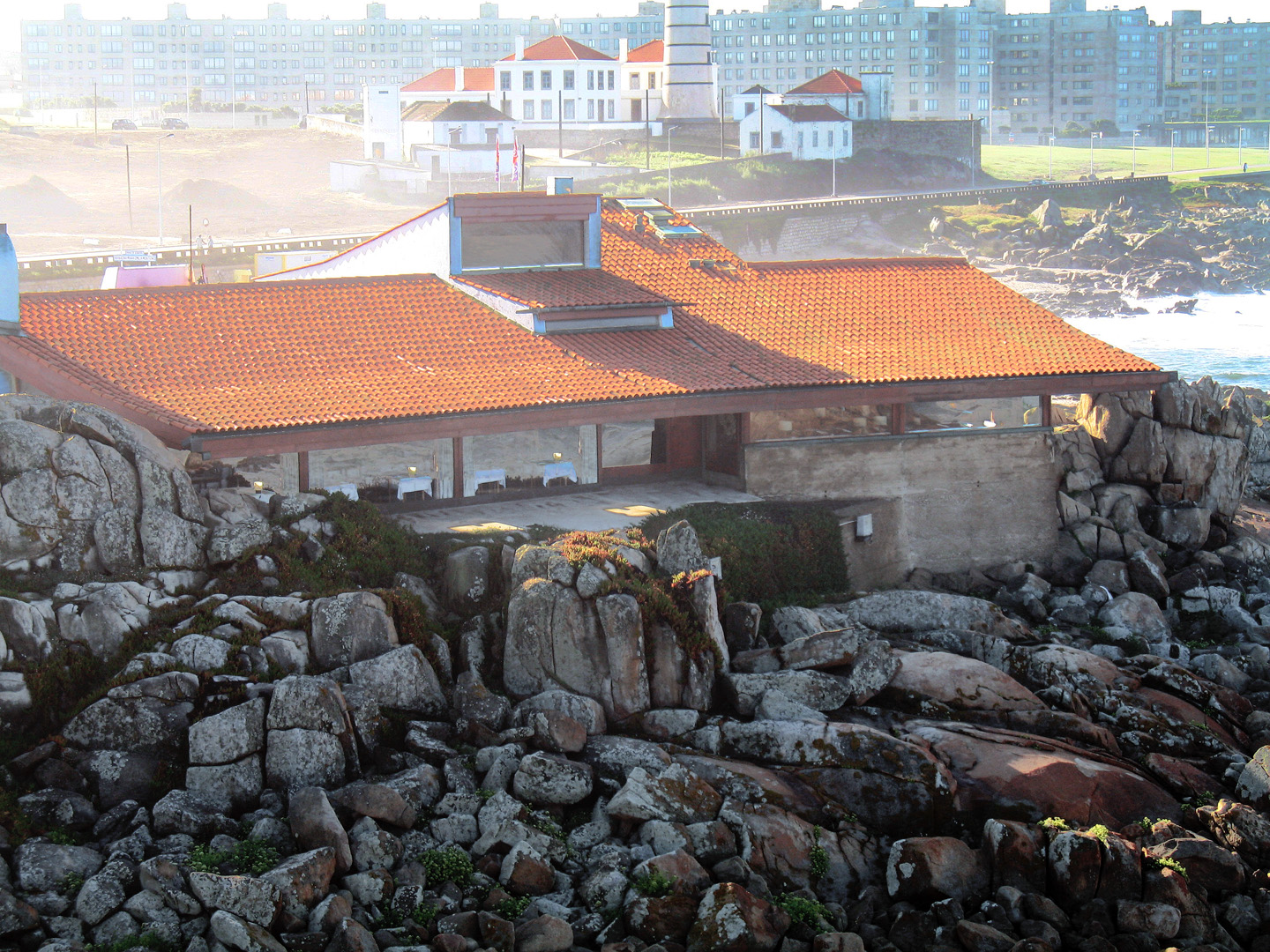
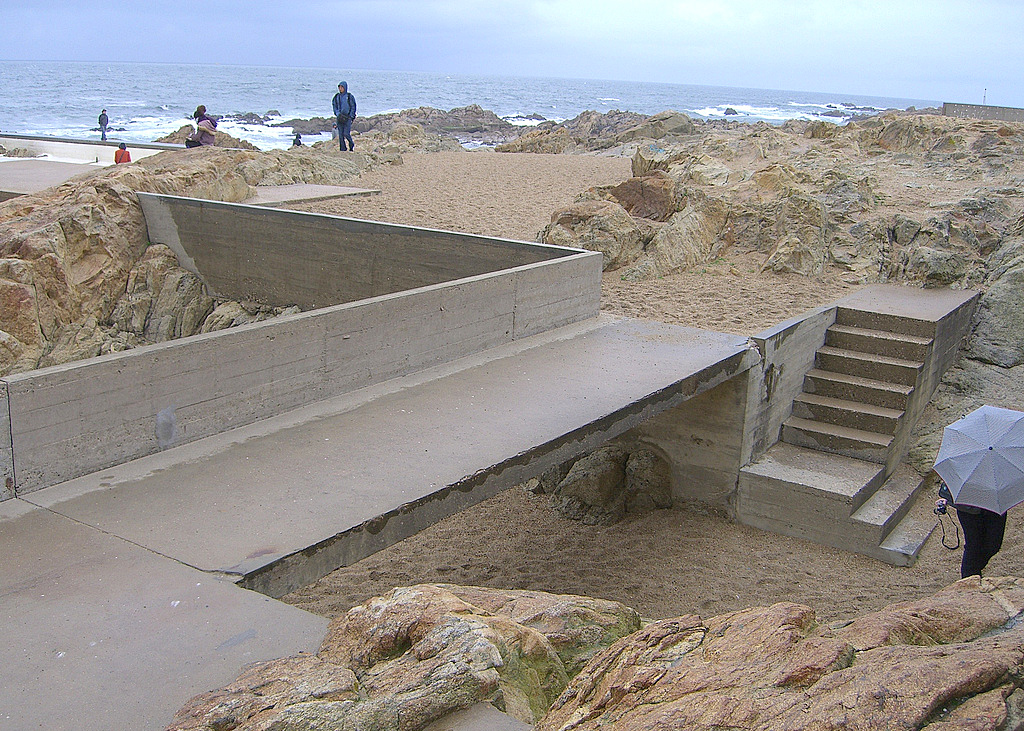